# ジョン・J・マクロイ
ジョン・ジェイ・マクロイ（John Jay McCloy、1895年3月31日 - 1989年3月11日）は、アメリカ合衆国の弁護士、外交官、銀行家、大統領顧問である。第二次世界大戦中は、ヘンリー・スティムソンの下で陸軍次官補を務め、ドイツの妨害工作、北アフリカ戦線における政治的緊張、日本への原子爆弾投下への反対などの問題に対処した。戦後は、世界銀行総裁、対ドイツ高等弁務官、チェース・マンハッタン銀行会長、外交問題評議会議長、ウォーレン委員会委員、フランクリン・ルーズベルトからロナルド・レーガンまでの歴代大統領の顧問を務めた。
今日、マクロイは「ザ・ワイズ・メン」と呼ばれる外交政策確立のための長老グループの一員として記憶されている。このグループは、超党派性、現実的な国際主義、非イデオロギー的傾向を特徴とする政治家のグループである。

## 若年期
ジョン・マクロイは、ジョン・J・マクロイ（1862-1901）とアンナ・マクロイ（旧姓スネーダー）（1866-1959）の息子として、ペンシルベニア州フィラデルフィアに生まれた。父は保険業を営んでいたが、マクロイが5歳のときに亡くなった。母はフィラデルフィアで美容師をしており、上流階級の顧客が多かった。マクロイの家庭は貧しかった。マクロイは後に自分のことを「線路の悪い方の側で育った」と、エスタブリッシュメントの中でもアウトサイダーであると表現している。出生時の名前はジョン・スネーダー・マクロイ(John Snader McCloy)だったが、後に貴族的な響きを出すためにジョン・ジェイ・マクロイ(John Jay McCloy)に改名している。
マクロイは、ニュージャージー州のペディー・スクールで教育を受け、アマースト大学を1916年に卒業した。平凡な学生だった彼は、テニスを得意とし、全米のエリートの子息たちの中で順調に成長していった。

## 第一次世界大戦
マクロイは、1916年にハーバード・ロー・スクールに入学したが、平均的な学生だった。そんな彼が大きな影響を受けたのが、プラッツバーグ準備キャンプでの体験だった。1917年にアメリカが第一次世界大戦に参戦に突入すると、マクロイは5月に陸軍に入隊し、ニューヨーク州プラッツバーグで訓練を受け、1917年8月15日に砲兵隊少尉に任命された。同年12月29日には中尉に昇進した。1918年5月、第85歩兵師団第160野戦砲兵旅団司令官であるG・H・プレストン准将の補佐官に任命された。1918年7月29日、アメリカ外征軍(AEF)としてフランスに向けて出航した。戦争末期には、ムーズ・アルゴンヌ攻勢で砲兵隊の指揮官として戦闘に参加した。
1918年11月の休戦後、1919年3月1日にフランス・オート＝マルヌ県ショーモンのAEF総司令部に転属した。その後、ドイツ・トリーアの前進総司令部に派遣され、6月29日に大尉に昇進した。マクロイは7月20日にアメリカに帰国し、1919年8月15日に陸軍を退役した。その後、ハーバード大学に戻り、1921年にLL.B.の学位を取得した。

## ウォール街の弁護士として

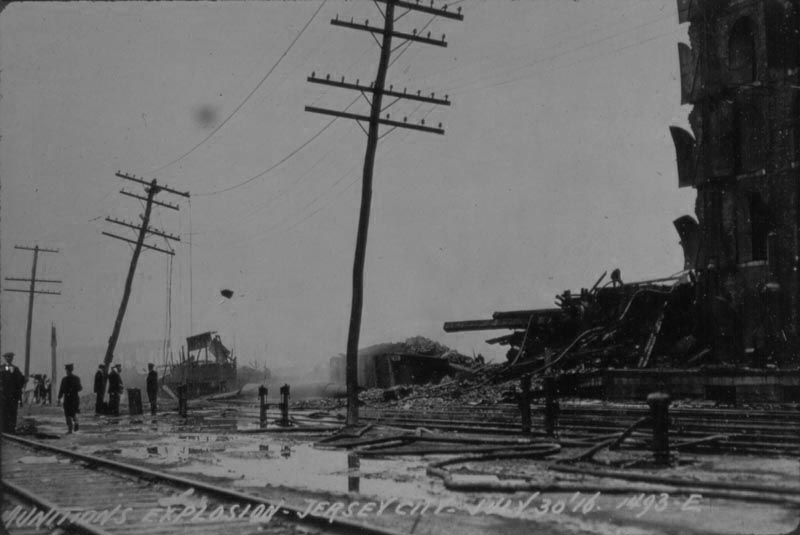
連合国への武器供給を阻止するため、ドイツの秘密工作員が軍需工場を破壊した。これは、ブラック・トム爆発事件の余波であり、ジョン・マクロイが摘発に協力した。

マクロイはニューヨークに渡り、当時全米でも有数の法律事務所であったカドワラダー・ウィッカーシャム・アンド・タフト法律事務所のアソシエイトとなった。1924年にはクラバス・ヘンダーソン・アンド・デ・ガーズドーフ法律事務所に移籍し、セントポール鉄道など多くの富裕層のクライアントを担当した。1934年、1916年のブラック・トム爆発事件についてマクロイは新たな証拠を見つけ、ドイツへの損害賠償請求訴訟を再開した。
マクロイはナチスドイツの企業のために多くの仕事をし、後に「ツィクロンB」を製造したことで知られるドイツの大手化学産業トラストIG・ファルベンに助言を与えた。1940年に政府の仕事に就いた時点で、マクロイの年収は約4万5千ドル（2020年の価値換算で83万5千ドル）、貯金は10万6千ドル（2020年の価値換算で200万ドル）に達していた。第一次世界大戦中の破壊工作事件の訴訟に関わったことで、諜報問題やドイツ事情に強い関心を持つようになった。

## 第二次世界大戦

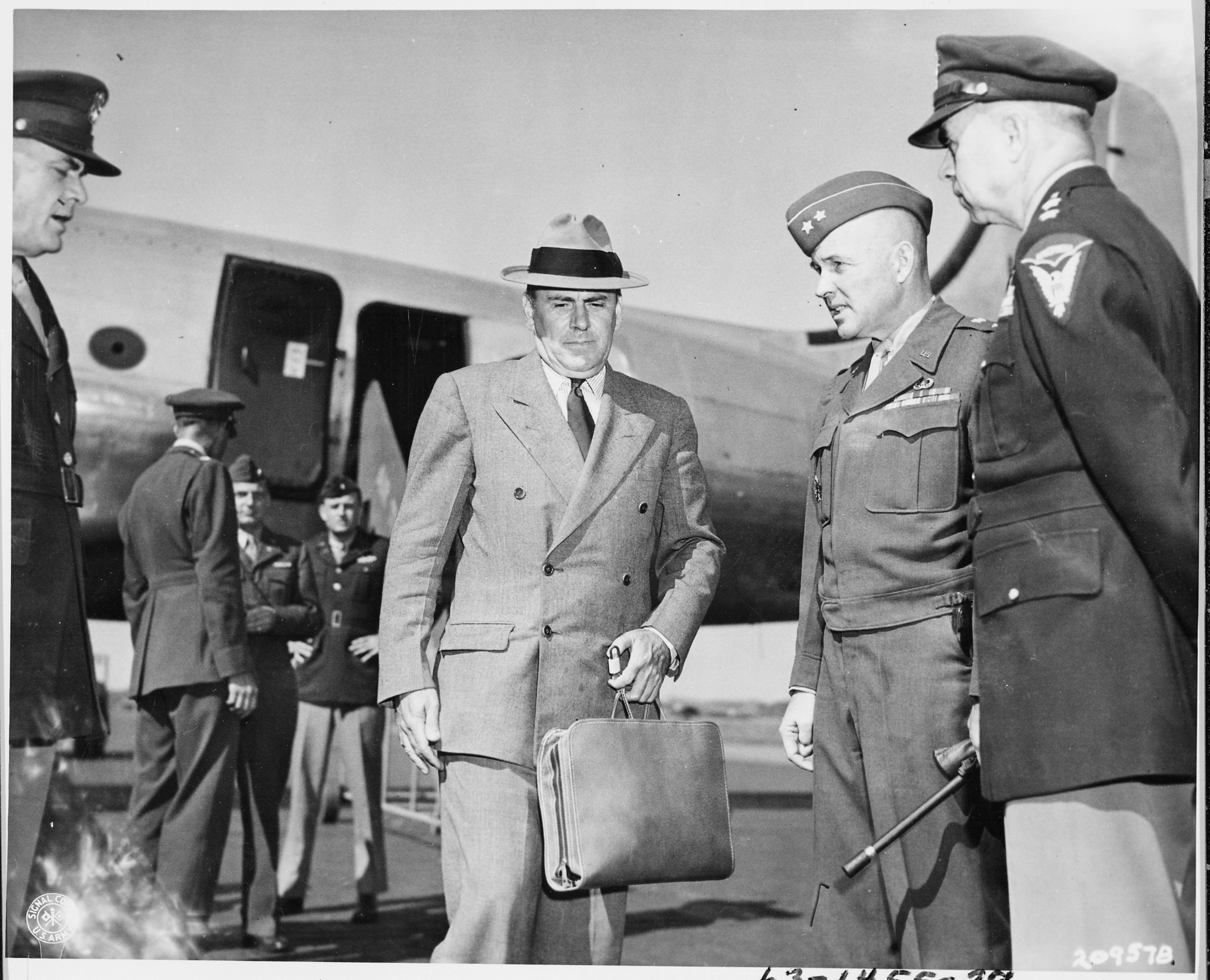
1945年、ポツダム会談に出席するため、ベルリンのガトウ空軍基地に到着したマクロイ

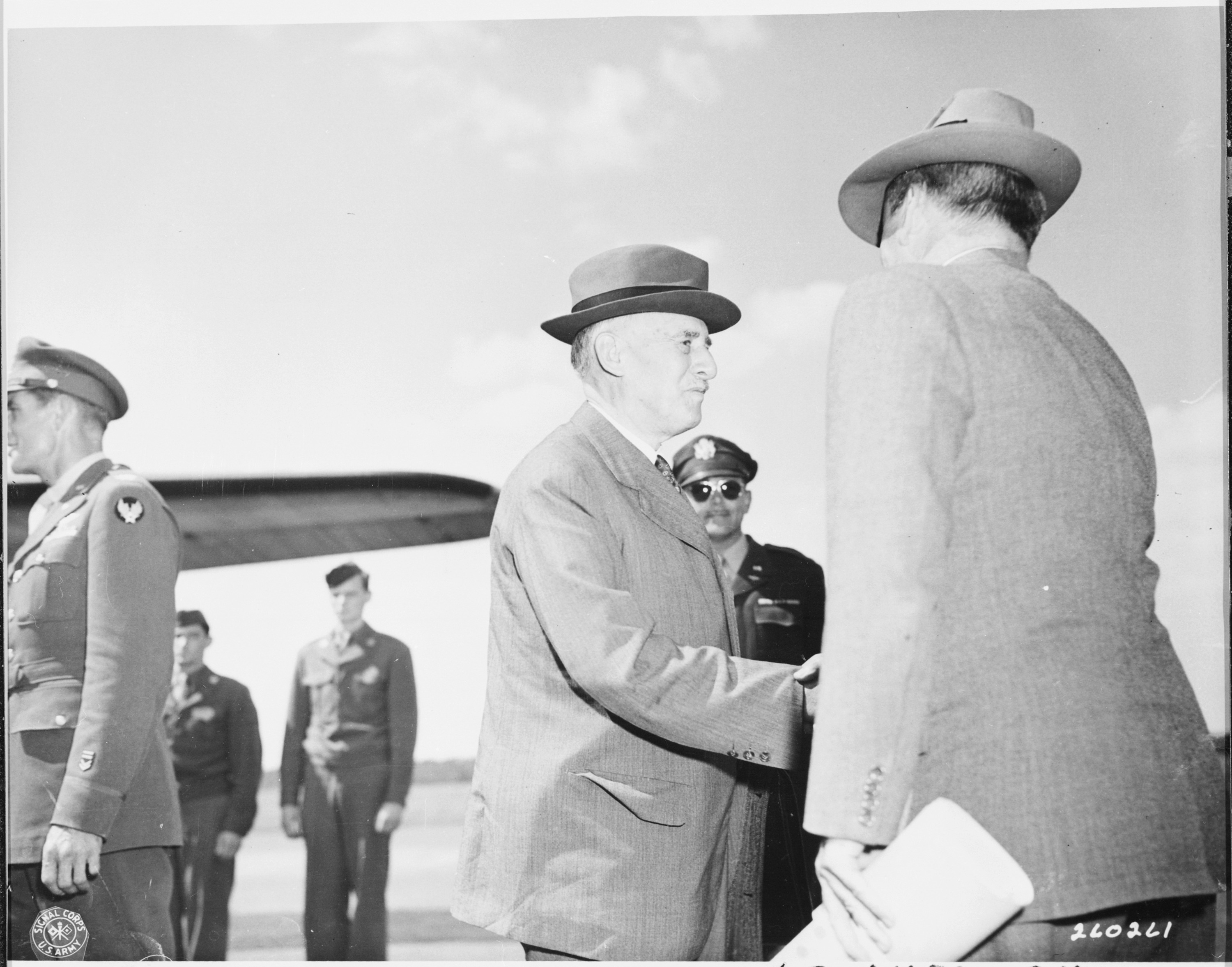
ガトウ空軍基地でマクロイを出迎えるヘンリー・スティムソン陸軍長官

アメリカ合衆国陸軍長官ヘンリー・スティムソンは、1940年9月にコンサルタントとしてマクロイを雇った。マクロイは共和党支持者で、同年11月に予定されている大統領選挙で民主党のフランクリン・ルーズベルトのことを支持していなかったが、戦争計画に没頭するようになった。スティムソンがマクロイに特に関心を持ったのは、マクロイがブラック・トム事件でドイツの破壊工作に精通していたからである。スティムソンは、対米戦争が勃発すれば、ドイツは再びアメリカのインフラを破壊しようとするだろうと考えていた。
1941年4月22日、マクロイは陸軍次官補となったが、特に陸軍の軍需物資の購入、レンドリース、徴兵制、諜報や破壊工作の問題など、文民的な役割しか負っていなかった。戦争が始まると、マクロイはアメリカ軍の優先順位を決める上で重要な発言力を持ち、いくつかの重要な決定に重要な役割を果たした。

### 戦時下の安全保障体制の構築
戦時中のマクロイは、ペンタゴンの建設や、後に中央情報局(CIA)となる戦略情報局(OSS)の設立など、政府のタスクフォースに参加し、国際連合や戦争犯罪法廷の提案も行った。また、国家安全保障会議(NSC)の前身組織の議長も務めた。

### 日系アメリカ人の強制収容
1942年2月、マクロイは、アメリカ西海岸の日系人の強制収容の決定に大きく関わった。これは、マクロイが妨害工作対策に関わっていたことが関連している。カイ・バードは、マクロイの伝記の中で次のように書いている。
（アメリカ合衆国）大統領がスティムソン（陸軍長官）を通じてマクロイに委任したのだから、この決定は、誰よりもマクロイに責任がある。
現場の将軍たちは、妨害行為を防ぐために日系人の集団移転を主張しており、陸軍のG-2（情報部門）もそれが必要だと結論づけていた。陸海軍の合同暗号解読プロジェクト「マジック」が解読したロサンゼルスの日本外交官の通信に、「我々は情報収集のために飛行機工場で働いている二世たちともつながっている」というものがあったのも決め手となった。
しかし、海軍情報局(ONI)は陸軍と意見が違っていた。ケネス・リングル司令官が作成した同時報告書で、ONIは、スパイや破壊工作の疑いのある日系人のほとんどが、すでに監視下に置かれていたり、FBIに拘束されていたりすることを理由に、大量強制収容に反対すると主張していた。
マクロイは、収容所への強制収容を監督する責任があったが、収容所は民間機関が運営していた。
これらの行為はアメリカ合衆国最高裁判所で満場一致で支持された。1945年になると、司法のコンセンサスはかなり失われていた。フレッド・コレマツが合衆国を相手に起こした訴訟（コレマツ対アメリカ合衆国事件）で、3人の判事が反対意見を述べた。この反対意見は、フランク・マーフィー判事が、先のゴードン・ヒラバヤシ対合衆国事件での消極的な賛成意見を覆したことに端を発している。
歴史学者のロジャー・ダニエルズによると、マクロイは強制収容の合憲性に関する司法判断の再開に強く反対していたという。この反対意見は、1943年の最高裁の審議でONIのリングル報告書を意図的に隠蔽したことなど、政府の不正行為を理由に、ヒラバヤシ事件、コレマツ事件などの刑事裁判の判決を覆すことにつながった。
かつてのマクロイの同僚で、ヒラバヤシ事件で最高裁に提出する政府の準備書面の作成を担当した司法省の弁護士エドワード・アニスは、1985年にシアトル連邦裁判所で行われた自己誤審審査会での証言で、マクロイの個人的な欺瞞を直接告発した。その結果、1987年、第9巡回区控訴裁判所において、戦時中の日系人に対する外出禁止令や強制移住について、3人の判事が満場一致で「軍事的必要性よりも人種差別に基づくもの」と判断し、それらと戦ってきたゴードン・ヒラバヤシをはじめとする日系人は完全に無罪となった。

### アウシュヴィッツへの爆撃に関して
陸軍省は、1944年末からずっと、アウシュヴィッツに通じる鉄道路線や収容所内のガス室の爆撃を行って、ナチスに捕らえられた囚人たちを救ってほしいという請願を受けていた。マクロイは、1944年7月4日付で戦争難民委員会のジョン・W・ペールに宛てた手紙で、「陸軍省としては、提案されている空爆作戦は実行不可能であると考えている。それは、現在決定的な作戦に従事している我が軍の成功に不可欠なかなりの航空支援を転用することによってのみ実行可能であり、いずれにしてもその効果は疑わしいものであり、実用的なプロジェクトにはならないだろう」と述べた。マクロイは陸軍航空軍に対する直接的な権限を持っていなかったため、陸軍航空軍の目標設定を覆すことはできなかった。ハップ・アーノルド将軍率いる陸軍航空軍は、外部の民間団体が目標を設定することに断固として反対していた。ルーズベルト自身もそのような提案を拒否していた。

### ローテンブルク・オプ・デア・タウバーの保存
1945年3月、ローテンブルク・オプ・デア・タウバーはドイツ兵によって守られていた。マクロイは、ローテンブルクの歴史的重要性と美しさを知っていたため、陸軍のジェイコブ・L・デヴァース将軍に、ローテンブルク攻略に大砲を使わないように命じた。後に名誉勲章を受賞するフランク・バーク大隊長は、第4師団第12歩兵連隊の兵士6名に、3時間でローテンブルクへ行き、降伏を交渉するよう命じた。
ドイツ語に堪能なライシー二等兵が、白旗を掲げてローテンブルクのドイツ兵に接近し、交渉を開始した。「我々は師団長の代理です。あなた方がローテンブルクの街を守らないなら、砲撃や爆撃をしないという提案をお持ちしました。我々はこのメッセージをあなたに伝えるために3時間を与えられています。もし18:00までに戦線に戻らなければ、町は空襲され、砲撃されるでしょう」。ドイツ軍守備隊長のThommes少佐は、ヒトラーの「全ての町は最後まで戦え」という命令を無視して降伏を受け入れ、それによって砲撃による全壊から町を救った。1945年4月17日、アメリカ軍第4師団第12歩兵連隊がこの町を占領した。1948年11月、マクロイはローテンブルクの名誉市民に選ばれた。

### 対日戦争の終結
マクロイはトルーマン大統領に、日本本土への侵攻は賢明ではないと説得した。1945年半ばになると、日本は戦争を終わらせる方法を模索し始め、日米和平の仲介をソ連に依頼するまでになっていた。マクロイは、解読した日本の通信によって、天皇による統治（国体護持）の保証があれば、日本に降伏する用意があることを知っていた。そこで、マクロイはトルーマンに、日本への原子爆弾投下という暗黙の脅しと、国体護持の保証をセットにした降伏条件を提示するよう助言した。そうすれば、ソ連の日本本土への侵攻を阻止するために原爆投下が必要になったとき、アメリカが道徳的に優位に立てると主張したのである。しかし、マンハッタン計画の責任者の一人だったジェームズ・F・バーンズ国務長官は、ポツダム会談に向かう船の中で、マクロイの助言を無視するようトルーマンを説得した。最終的にトルーマンは、準備ができ次第、日本に原爆を投下するように命じた。

### モーゲンソー・プランの却下
1945年、マクロイとスティムソンはトルーマン大統領を説得し、モーゲンソー・プランを却下して、ドイツの産業力を奪うことを避けさせた。

## 戦後

### 世界銀行総裁
1947年3月から1949年6月まで、マクロイは世界銀行の第2代総裁を務めた。当時、世銀はまだ新しい組織であり、前総裁のユージン・メイアーは理事との対立から就任半年で辞任した。この状況を打開するために招聘されたマクロイは、世銀を、経済的に効率の良い事業に資金を提供する機関にすることを決意した。マクロイは総裁在任中にウォール街との関係を築き、各国の国債に対する懐疑的な見方を払拭し、数億ドルの国債を売りさばいた。しかし、1948年にマーシャル・プランによる連合国への莫大な経済支援が始まり、世銀が提供できる投資額を超えてしまったため、マクロイは世銀を去ることになった。

### 対占領ドイツ高等弁務官

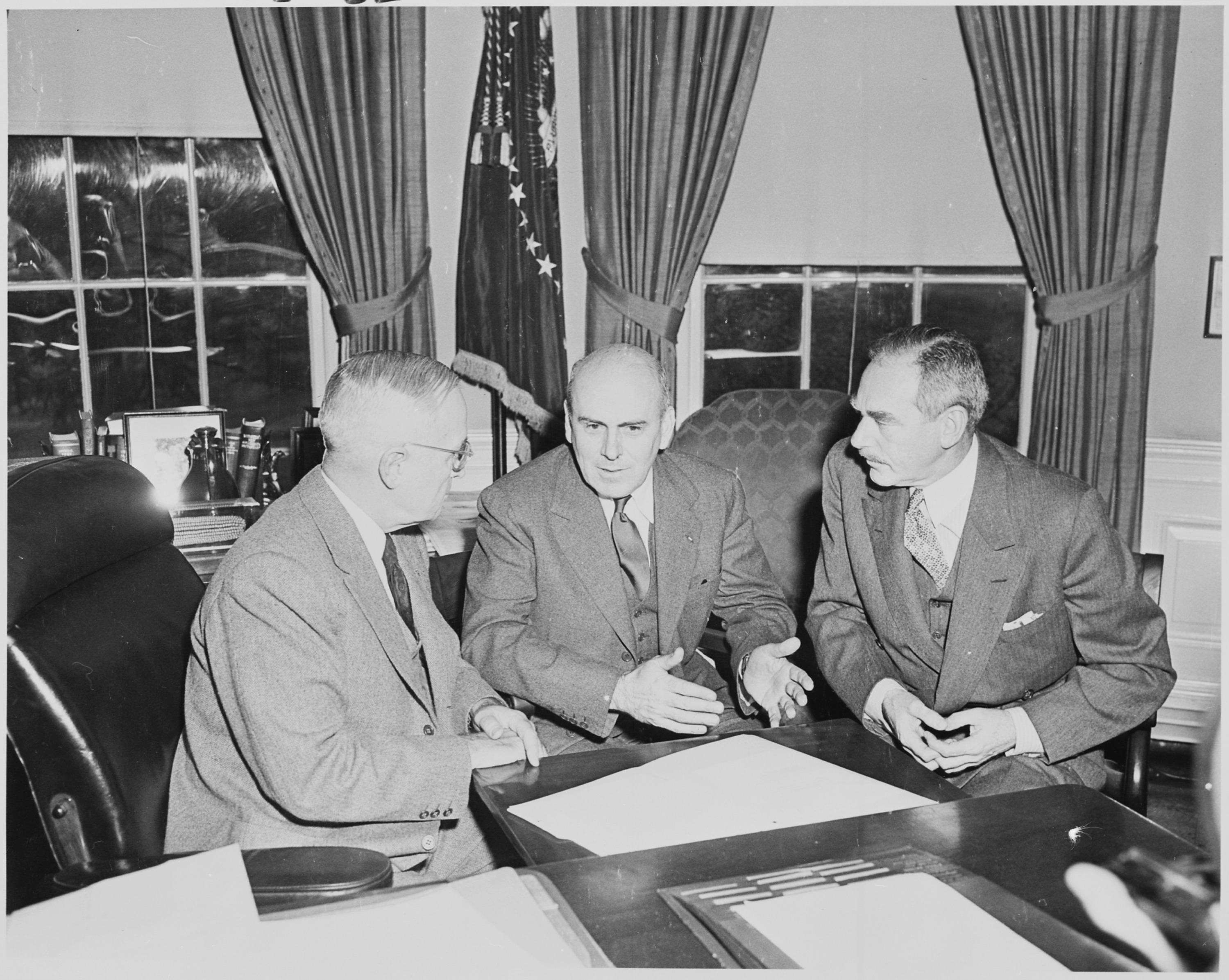
トルーマン大統領、ディーン・アチソン国務長官とオーバルオフィスで会談するマクロイ

1949年9月2日、マクロイは、それまでの5人の軍政府司令官に代わって、新設された対占領ドイツ高等弁務官に就任し、1952年8月1日までその職を務めた。マクロイは、1949年5月23日に成立したドイツ連邦共和国（西ドイツ）の発足を監督した。
ドイツ政府からの強い要請を受けて、著名な実業家のフリードリヒ・フリックやアルフリート・クルップ、アインザッツグルッペン指揮官マルティン・ザントベルガーなどのナチス犯罪者の恩赦や減刑の勧告を承認した。マクロイは、クルップとフリックの全財産の返還を認めた。また、マルメディ虐殺事件で大量殺人の罪に問われたヨーゼフ・ディートリヒとヨアヒム・パイパー、ハンガリー王国、クロアチア独立国、セルビア救国政府でのパルチザンとユダヤ人の迫害・殺害に重要な役割を果たしたエトムント・フェーゼンマイヤーも恩赦を与えられた。一方、親衛隊（SS）の名誉隊員でありながら反ナチのスタンスを取っていた元外務次官エルンスト・フォン・ヴァイツゼッカーも恩赦を受けた。
ニュルンベルク裁判判事のウィリアム・J・ウィルキンスは次のように書いている。
1951年2月のある日、駐ドイツ高等弁務官ジョン・J・マクロイが、没収を命じられていたクルップの資産を全て復帰させたというニュースを新聞で読んだときの、私の驚きを想像してほしい。

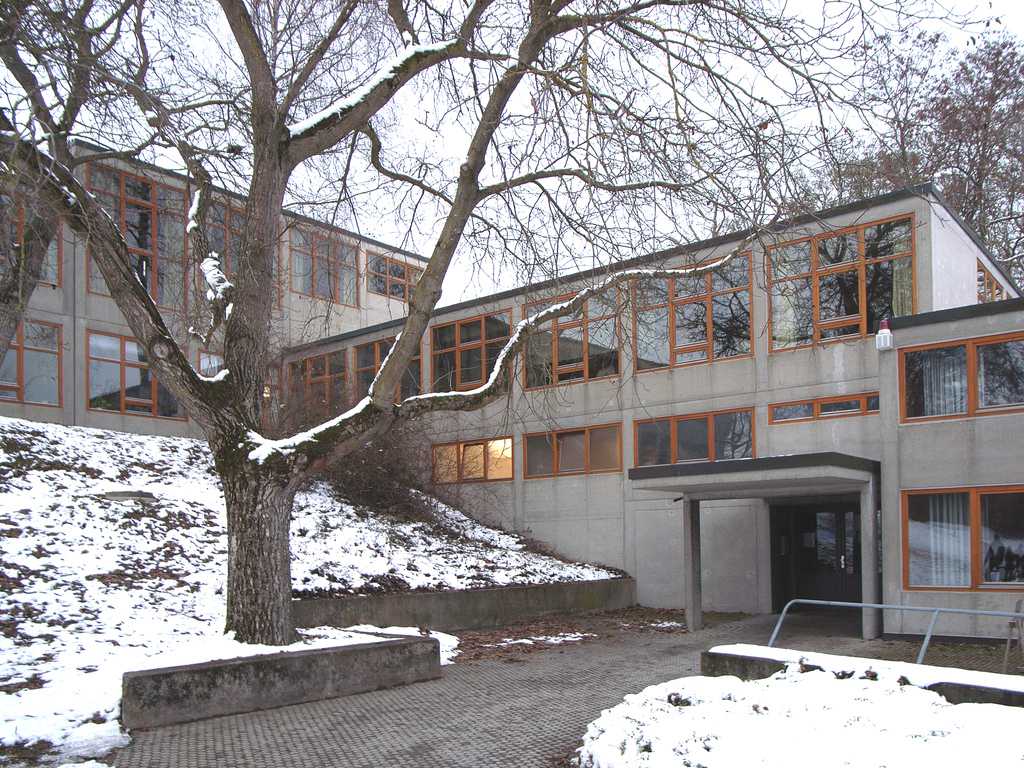
ウルム造形学校

マクロイは、インゲ・アイヒャー＝ショル（ゾフィー・ショルの姉）、オトル・アイヒャー、マックス・ビルが主導したウルム造形学校（HfGウルム）の設立を支援した。HfGウルムは、バウハウスに次いで世界で最も影響力のあるデザインスクールであるとされている。創設者たちは、ヴァルター・グロピウスの仲介でアメリカの在ドイツ高等弁務官事務所に支援を求めた。マクロイは、この試みを「第1号プロジェクト」とみなし、アメリカの例に倣って大学とキャンパスを組み合わせることを支持した。1952年、ショルはマクロイから100万ドイツマルクの小切手を受け取った。

### ウォール街への帰還
ドイツでの任務を終えた後、1953年から1960年までチェース・マンハッタン銀行（1955年まではチェース・ナショナル銀行）の会長、1958年から1965年まではフォード財団の会長を務めた。また、1946年から1949年までと1953年から1958年まで、ロックフェラー財団の評議員を務めた。
1953年に最高裁判所長官フレデリック・ヴィンソンが亡くなった後、アイゼンハワー大統領は後任としてマクロイの起用を検討したが、マクロイは大企業に有利な立場にあるとみなされ、却下された。
1954年から1970年までは、外交問題評議会議長を務めた。その後任には、チェース銀行で密接に関わっていたデイヴィッド・ロックフェラーが任命された。マクロイはロックフェラー家との付き合いが長く、ハーバード時代にはロックフェラー兄弟にヨットの乗り方を教えていた。

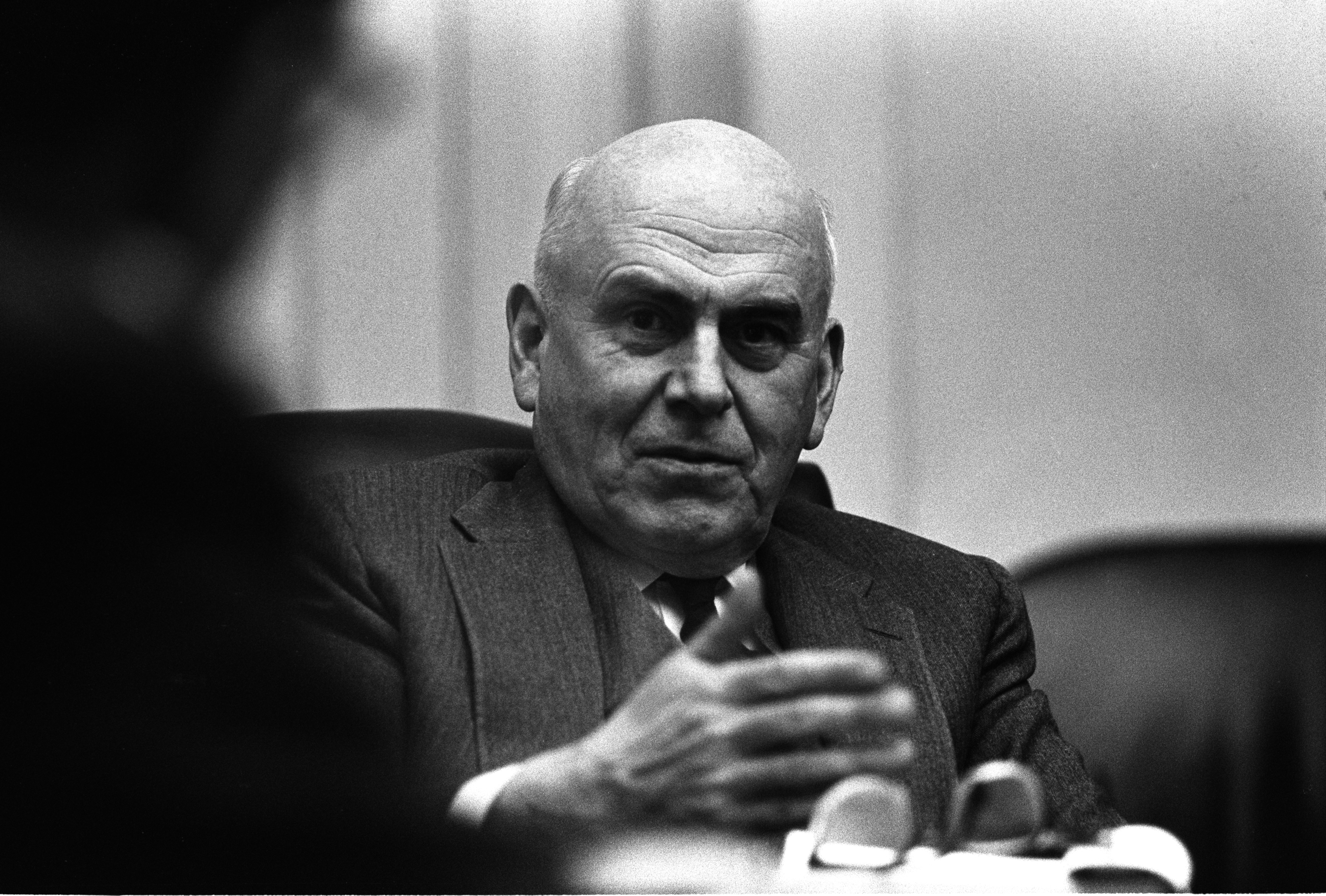
ホワイトハウスの閣議室で自らの意見を述べるマクロイ

また、1958年にアイゼンハワーが結成したドレイパー委員会の委員でもあった。
その後、ジョン・F・ケネディ、リンドン・ジョンソン、リチャード・ニクソン、ジミー・カーター、ロナルド・レーガンといった歴代大統領の顧問を務め、大統領軍縮委員会では主要な交渉者として活躍した。
1966年から1968年まで、パリに拠点を置くアトランティック国際問題研究所の名誉会長を務めていた。
1967年末、リンドン・ジョンソン大統領は国連大使にマクロイの起用を検討し、ディーン・ラスク国務長官からこの件について打診されたが、マクロイはその申し出を断った。

### ウォーレン委員会

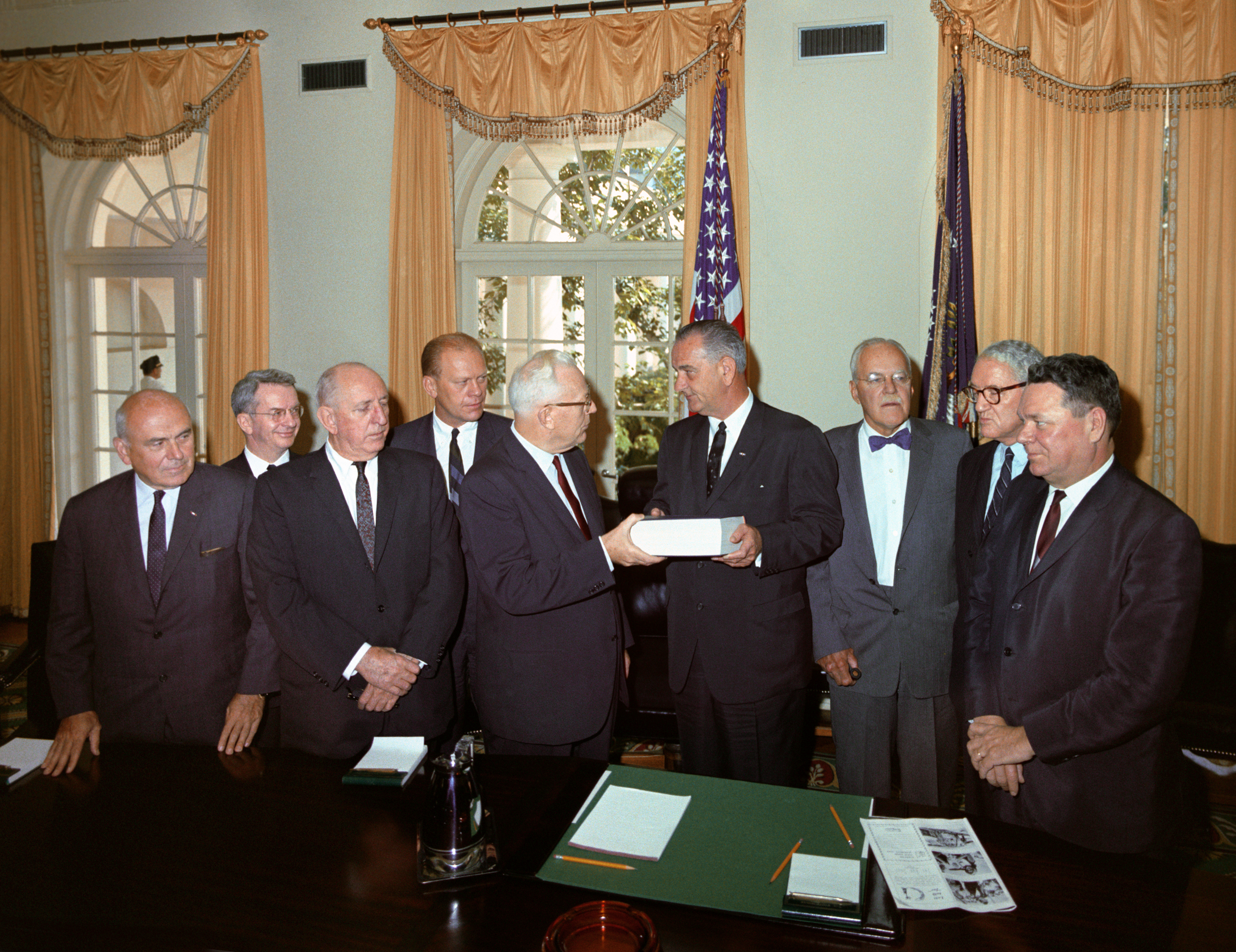
ジョンソン大統領に報告書を提出するウォーレン委員会の委員。左端がマクロイ。

マクロイは、1963年11月下旬にジョンソン大統領から、ケネディ大統領暗殺事件を調査するウォーレン委員会の委員に選ばれた。マクロイは当初、オズワルド単独犯説に懐疑的だったが、同じく委員会に参加していた旧友のCIAのベテラン、アレン・ウェルシュ・ダレスとダラスを訪れた際に、これはオズワルドにとって不利な事件であることを確信したという。少数派の反対意見を避けるために、マクロイは最終的な合意形成を仲介し、最終報告書の主要結論の重要な文言を決めた。マクロイは、陰謀の証拠となりうるものは、FBIやCIAをはじめとするアメリカの全ての捜査機関や委員会の「手の届かないところ」(beyond the reach)にあると述べた。
1975年、CBSのエリック・セヴァライドとのインタビューで、マクロイは「この暗殺事件ほど完全に証明されたと思った事件はない」と語っている。また、この暗殺事件の陰謀説を広めた書物を「ただのナンセンス」と評している。

### 法律事務所への復帰
マクロイは、ロックフェラー系のニューヨークの著名な法律事務所であるミルバンク・ツイード・ハドリー・マクロイ法律事務所のネームパートナーとなった。1945年から1947年までここで働き、ウォーレン委員会に参加した後、1989年に亡くなるまでの27年間、ゼネラルパートナーを務めた。その中で、エクソンをはじめとする主要な国際石油資本「セブン・シスターズ」のために、リビアの油田国有化運動との初期の対立や、サウジアラビアやOPECとの交渉を担当した。
マクロイは、法曹界での地位、ロックフェラー家との長い付き合い、大統領顧問としての経験などから、「アメリカのエスタブリッシュメントの会長」と呼ばれることもあった。

## 私生活
1930年、マクロイはエレン・ジンザー(Ellen Zinsser)と結婚した。エレンはニューヨーク州ヘイスティングス＝オン＝ハドソン出身で、スミス大学を1918年に卒業した。エレンとの間には、ジョン・J・マクロイ2世(John J. McCloy II)とエレン・Z・マクロイ(Ellen Z. McCloy)の2人の子供がいた。

## 死去
マクロイは1989年3月11日午後12時15分、グリニッジの自宅で肺水腫のために亡くなった。妻はその数年前にパーキンソン病により87歳で亡くなっていた。

## 評価

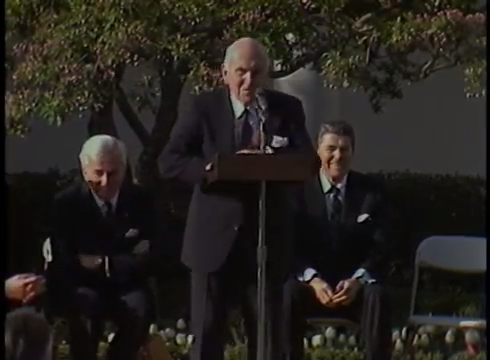
西ドイツのリヒャルト・フォン・ヴァイツゼッカー大統領とアメリカのロナルド・レーガン大統領が見守る中、ベルリンの名誉市民として表彰されるマクロイ（1985年）

マクロイは、党派にこだわらず、両党の大統領に仕えた。共和党員でありながら、第二次世界大戦中は民主党政権下における陸軍省の2番目の高官として活躍した。マクロイは、他の「ワイズ・メン」たちと同様に、しばしば政府からの奉職の呼びかけに応じた。マクロイは、陸軍省や在ドイツ高等弁務官など、政府の仕事に就くためにウォール街での職を辞した。
また、マクロイは、中央情報局(CIA)の前身となる組織の設立に貢献したことでも知られている。マクロイは1940年代初頭、ヘンリー・スティムソンから、各情報機関の間の政治的緊張関係を整理するように命じられた。当時、陸海軍の各長官とFBI長官のジョン・エドガー・フーヴァーの間で政治的な内紛や管轄権争いが起きていた。この問題を整理するために、マクロイはウィリアム・ドノバンとともに、それらの情報の融合と合理化を試み、イギリスの情報機関をモデルにした新しい情報プログラム「戦略情報局」(OSS)を創設した。戦略情報局への一元化は、1947年の国家安全保障法に基づく中央情報局設立の青写真となった。
アメリカ合衆国への貢献が認められ、1963年12月6日、リンドン・ジョンソン大統領から栄誉章付きの大統領自由勲章が授与された。同年、戦略情報局協会のウィリアム・J・ドノバン賞を受賞した。また、1963年には、国家への貢献が認められ、陸軍士官学校からシルヴェイナス・セイヤー賞を受賞している。さらに、地域社会における弁護士の名誉と地位の向上に多大な貢献をしたことが認められ、ニューヨーク市弁護士会の協会メダルを受賞している。
90歳の誕生日にホワイトハウスの庭でロナルド・レーガン大統領が見守る中、西ドイツ大統領のリヒャルト・フォン・ヴァイツゼッカー、西ベルリン市長のエーベルハルト・ディープゲンからベルリンの名誉市民に任命された。レーガンは、「ジョン・マクロイの無私の心が、何百万人もの人々の生活に永続的な変化をもたらした」と振り返り、「（マクロイの）同郷の皆さん、そして（マクロイの）献身的な任務と人類の大義のおかげで生活がより安全になった世界中の何百万人もの人々のために」と、マクロイに代わって感謝の言葉を述べた。ジョン・マクロイの名誉市民としての表彰状には、「ジョン・マクロイはこの街の復興と発展に深く関わっている。彼の献身的な活動は、アメリカ合衆国のベルリンに対する理解を深め、平和と自由の維持に大きく貢献した」と書かれている。

## 著作物
書簡
- 1947年から1949年にかけて世銀総裁として発行した書簡

演説
- 1948年9月29日、第2回総務会で世銀の第3回年次報告書を発表する世銀総裁としての演説（英語）。

## 追加の情報源
- Gilbert, Martin. Auschwitz and the Allies.
- Erdheim, Stuart. "Could The Allies Have Bombed Auschwitz-Birkenau?". Holocaust and Genocide Studies (Fall 97), pp. 129–170.
- John F. Kennedy Presidential Library & Museum